# 市橋長発
市橋 長発（いちはし ながはる）は、近江仁正寺藩の第8代藩主。仁正寺藩市橋家9代。
第7代藩主・市橋長昭の次男。母は酒井忠順の娘。官位は従五位下伊豆守。
江戸藩邸にて生まれる。文化11年（1814年）11月19日、父の死去により跡を継ぐ。文政3年（1820年）、将軍・徳川家斉にお目見えする。同年12月16日、従五位下伊豆守に叙任する。しかし生来から病弱だったため、文政5年（1822年）正月晦日に18歳で死去した。跡を出羽国庄内藩出身で縁戚に当たる長富が養子となって継いだ。法号は大乗院殿海光宗印大居士。墓所は滋賀県蒲生郡日野町の清源寺。

## 系譜
父母
- 市橋長昭（父）
- 酒井忠順の娘（母）

養子
- 市橋長富 ー 酒井忠徳の四男